# Chemerina ramburaria
Chemerina ramburaria là một loài bướm đêm trong họ Geometridae.